# مايك أوكونور
مايك أوكونور (بالإنجليزية: Mike O'Connor)‏ هو صحفي أمريكي، ولد في 8 فبراير 1946 في ألمانيا، وتوفي في 29 ديسمبر 2013 في مدينة مكسيكو في المكسيك.